# Jaume Llibre i Saló
Jaume Llibre i Saló (Barcelona, 1952) és catedràtic de Matemàtica Aplicada a la UAB.

## Biografia
Llicenciat en Matemàtiques per la Universitat de Barcelona, i Doctor en Matemàtiques per la Universitat Autònoma de Barcelona (UAB). Catedràtic de Matemàtica Aplicada en la UAB des del 1986. Ha estat influenciat pel director de la seva tesi, el professor Carles Simó i els treballs de Jürgen Moser, les seves primeres investigacions foren sobre temes de mecànica celest i sistemes Hamiltonians.
Més endavant, ha fet recerca sobre els temes següents : els sistemes dinàmics continus i discrets (influenciat per Michal Misiurewicz i els treballs de John Franks), la teoria qualitativa de les equacions diferencials (influenciat principalment per Henri Poincaré), les òrbites periòdiques, i la integrabilitat. Ha publicat més de 800 articles i 17 llibres. Gaudeix treballant en col·laboració, i donant classes a la universitat. Ha contribuït a formar un grup important de matemàtics treballant en sistemes dinàmics amb centre a la UAB, anomenat Grup de Sistemes Dinàmics.

## Obres
- 2002 "Orbites periòdiques dels sistemes Hamiltonians amb dos graus de llibertat via homeomorfisme de superfície : memòria llegida per l'acadèmic electe Dr. Jaume Llibre i Saló en l'acte de la seva recepció el dia 7 de març de 2002 ; discurs de contestació per l'acadèmic numerari Excm. Sr. Dr. Joaquim Agulló i Batlle". Discurs d'entrada a la Reial Acadèmia de Ciències i Arts de Barcelona

## Premis i distincions
- 2002 Membre de la Reial Acadèmia de Ciències i Arts de Barcelona en la Secció de Matemàtiques i Astronomia.[2]
- 2015 Medalla Narcís Monturiol[3]